# AFCチャンピオンズリーグ2012
AFCチャンピオンズリーグ2012 (AFC Champions League 2012)は、2002-2003年に第1回大会が行われて以来、10回目のAFCチャンピオンズリーグである (前身も含めれば31回目)。
蔚山現代が初優勝を果たした。

## 概要
グループステージ参加クラブ数は前回大会と同じ32チームである。各4チーム、A～H組の8組に分かれる。原則として、A～D組は西地区、E～H組は東地区と東西に分かれてのグループ分けとなる。2011年11月24日、AFCより前回大会からの出場枠の変更がアナウンスされ、ウズベクリーグより1チームが東地区に参加することが明らかになった (便宜上、原則にのっとり、A～D組は西地区、E～H組は東地区と記述する)。
各グループの上位2チームがノックアウトステージに進出する。
ノックアウトステージは、ラウンド16をグループステージ1位チームのホームで一発勝負。ここまでが東西に分かれての試合となる。準々決勝・準決勝はホーム・アンド・アウェー方式で2試合行われる。
前回大会同様決勝戦は、中立地での一発勝負ではなく、決勝に勝ち進んだ2チームのどちらかのホームスタジアムでの一発勝負となる。どちらのホームになるかは事前の抽選によって決められる。
優勝チームには、2012年12月に日本で開催したFIFAクラブワールドカップ2012への出場権が与えられた。

## 出場枠
2009年11月30日、AFCは2011年と2012年のシーズンの参加基準を承認し 、参加している10の協会に加えて、ACLへの参加を希望している12の協会を発表した。シンガポールは後に辞退した。候補協会のリストは以下の通りである。
AFCチャンピオンズリーグ2011に参加した11の協会が2012年のAFCチャンピオンズリーグへの参加について評価された。2011年のACLプレーオフでのインドは評価されず、AFCカップへの参加となった。 その他の協会は2012年のACL参加基準を満たさなかった。
東地区
- 参加:  オーストラリア、 中華人民共和国、 インドネシア、 日本 、 韓国
- 参加申請:  マレーシア、 ミャンマー、 タイ
- 辞退:  シンガポール[5]
- 失格:  ベトナム [6]

西地区
- 参加:  イラン、 カタール 、 サウジアラビア 、  アラブ首長国連邦、  ウズベキスタン
- 参加申請:  インド、 イラク、  ヨルダン、 オマーン、 パキスタン 、 パレスチナ、 タジキスタン、 イエメン

### 協会ランキング
2011年12月1日、AFC実行委員会は2012年版のAFCチャンピオンズリーグ各国出場枠を承認した。当初はACL2012の出場枠は失格となったベトナムを除いて前３シーズンと同じままであると発表され、プレーオフ枠はカタールに割り当てられていた.。
| 各国協会の評価 | 各国協会の評価             |
| -------------- | -------------------------- |
|                | 出場枠あり                 |
|                | 基準を満たさず、出場枠無し |

| 順位 | 協会                          | ポイント    | 出場枠          | 出場枠     |
| 順位 | 協会                          | ポイント    | グループ リーグ | プレーオフ |
| ---- | ----------------------------- | ----------- | --------------- | ---------- |
| 1    | カタール                      | 677.9       | 4               | 0          |
| 2    | サウジアラビア                | 668.2       | 3               | 1          |
| 3    | アラブ首長国連邦              | 645.3       | 3               | 1          |
| 4    | ウズベキスタン[UZB]           | 597.6       | 3               | 1          |
| 5    | イラン                        | 593.2       | 2               | 2          |
|      | AFCカップ2011優勝・準優勝[AC] | –           | 0               | 0          |
| 合計 | 参加協会：5                   | 参加協会：5 | 14[UZB]         | 5          |
| 合計 | 参加協会：5                   | 参加協会：5 | 19              |            |

| 順位 | 協会           | ポイント    | 出場枠          | 出場枠     |
| 順位 | 協会           | ポイント    | グループ リーグ | プレーオフ |
| ---- | -------------- | ----------- | --------------- | ---------- |
| 1    | 日本           | 771.6       | 4               | 0          |
| 2    | 韓国           | 708.5       | 3               | 1          |
| 3    | 中華人民共和国 | 622.5       | 3               | 1          |
| 4    | オーストラリア | 570.4       | 2               | 1          |
| 5    | タイ           | 520.6       | 1               | 1          |
| 6    | インドネシア   | 288.7       | 0               | 1          |
| 合計 | 参加協会：5    | 参加協会：5 | 14[UZB]         | 5          |
| 合計 | 参加協会：5    | 参加協会：5 | 19              |            |

出場枠についての注釈
1. ^ AFCカップ:AFCカップ2011優勝及び準優勝クラブにもプレーオフ出場権が与えられる[8] が、AFCカップ2011優勝クラブのナサフ・カルシは国内リーグ枠で既に出場権を得ており、また準優勝クラブのアル・クウェートはACL出場規定を満たしていなかったためプレーオフ不参加となった。
2. ^ ウズベキスタン(UZB): ウズベキスタンの3つの自動出場チームの内、1チームは東地区へと回る。

## 参加クラブ
以下のリストでは、出場回数と前回出場年はAFCチャンピオンズリーグへと名称変更された2002-03シーズン以降のシーズンのみで算出している。 (予選参加も含む)
| 西アジア (グループA-D)         | 西アジア (グループA-D)                                                  | 西アジア (グループA-D) |
| チーム                         | 出場資格                                                                | 出場回数 (前回出場)    |
| ------------------------------ | ----------------------------------------------------------------------- | ---------------------- |
| レフウィヤ                     | 2010-11 カタール・スターズリーグ 優勝                                   | 1回目(初)              |
| アル・ラーヤン                 | 2011 カタール・アミールカップ 優勝 2010-11 カタール・スターズリーグ 3位 | 4回目(2011)            |
| アル・ガラファ                 | 2010-11 カタール・スターズリーグ 2位                                    | 7回目(2011)            |
| アル・アラビ                   | 2010-11 カタール・スターズリーグ 4位                                    | 1回目(初)              |
| アル・ヒラル                   | 2010-11 サウジ・プロフェッショナルリーグ 優勝                           | 8回目(2011)            |
| アル・アハリ                   | 2011 サウジ国王杯 優勝                                                  | 5回目(2010)            |
| アル・イテハド                 | 2010-11 サウジ・プロフェッショナルリーグ 2位                            | 8回目(2011)            |
| アル・ジャジーラ               | 2010-11 UAEプロリーグ 優勝 2010-11 UAEプレジデントカップ 優勝           | 4回目(2011)            |
| バニーヤース                   | 2010-11 UAEプロリーグ 2位                                               | 1回目(初)              |
| アル・ナスル                   | 2010-11 UAEプロリーグ 3位                                               | 1回目(初)              |
| パフタコール                   | 2011 ウズベキスタン・カップ 優勝 2011 ウズベキスタンリーグ 3位          | 10回目(2011)           |
| ナサフ・カルシ                 | 2011 ウズベキスタンリーグ 2位 AFCカップ 2011 優勝                       | 1回目(初)              |
| セパハン                       | 2010-11 ペルシアン・ガルフ・カップ 優勝                                 | 8回目(2011)            |
| ペルセポリス                   | 2010-11 ハズフィ・カップ 優勝                                           | 4回目(2011)            |
| プレーオフ出場チーム: 西アジア |                                                                         |                        |
| エステグラル                   | 2010-11 ペルシアン・ガルフ・カップ 2位                                  | 5回目(2011)            |
| ゾブ・アハン                   | 2010-11 ペルシアン・ガルフ・カップ 3位                                  | 4回目(2011)            |
| アル・イテファク               | 2010-11 サウジ・プロフェッショナルリーグ 3位                            | 2回目(2009)            |
| アル・シャバーブ               | 2010-11 UAEプロリーグ 4位                                               | 2回目(2009)            |
| ネフチ・フェルガナ             | 2011 ウズベキスタンリーグ 4位                                           | 5回目(2007)            |

| 東アジア (グループE-H)           | 東アジア (グループE-H)                                                        | 東アジア (グループE-H) |
| チーム                           | 出場資格                                                                      | 出場回数 (前回出場)    |
| -------------------------------- | ----------------------------------------------------------------------------- | ---------------------- |
| 柏レイソル                       | 2011 Jリーグ 優勝                                                             | 1回目(初)              |
| FC東京                           | 2011 天皇杯 優勝                                                              | 1回目(初)              |
| 名古屋グランパス                 | 2011 Jリーグ 2位                                                              | 3回目(2011)            |
| ガンバ大阪                       | 2011 Jリーグ 3位                                                              | 6回目(2011)            |
| 全北現代モータース               | 2011 Kリーグ 優勝                                                             | 6回目(2011)            |
| 城南一和天馬                     | 2011 韓国FAカップ 優勝                                                        | 5回目(2010)            |
| 蔚山現代                         | 2011 Kリーグ 2位                                                              | 3回目(2009)            |
| 広州恒大                         | 2011 中国超級 優勝                                                            | 1回目(初)              |
| 天津泰達                         | 2011 中国FAカップ 優勝                                                        | 3回目(2011)            |
| 北京国安                         | 2011 中国超級 2位                                                             | 4回目(2010)            |
| ブリスベン・ロアー               | 2010-11 Aリーグレギュラーシーズン 優勝 2010-11 Aリーグ ファイナルシリーズ優勝 | 1回目(初)              |
| セントラルコースト・マリナーズ   | 2010-11 Aリーグレギュラーシーズン 2位                                         | 2回目(2009)            |
| ブリーラム・ユナイテッド         | 2011 タイ・プレミアリーグ 優勝 2011 タイFAカップ 優勝                         | 2回目(2009)            |
| ブニョドコル[Note UZB]           | 2011 ウズベキスタンリーグ 優勝                                                | 5回目(2011)            |
| プレーオフ出場チーム: 東アジア   |                                                                               |                        |
| 浦項スティーラース               | 2011 Kリーグ 3位                                                              | 4回目(2010)            |
| 遼寧宏運[Note CHN]               | 2011 中国超級 3位                                                             | 1回目(初)              |
| アデレード・ユナイテッド         | 2010-11 Aリーグレギュラーシーズン 3位                                         | 4回目(2010)            |
| チョンブリーFC                   | 2011 タイ・プレミアリーグ 2位                                                 | 2回目(2008)            |
| プルシプラ・ジャヤプラ[Note IDN] | 2010-11 インドネシア・スーパーリーグ 優勝                                     | 2回目(2010)            |

註
1. ^ インドネシア(IDN):  ペルシプラ・ジャヤプラはAFCより参加不適格とされ出場不可能であったが、スポーツ仲裁裁判所(CAS)に訴えを出し、2012年2月1日にCASはペルシプラ・ジャヤプラのACL参加を認めるよう裁定を下した[9]。これにより、プレーオフを経ずに直接グループステージに参加可能とされていたアデレード・ユナイテッドもプレーオフを戦うことになった。
2. ^ ウズベキスタン(UZB): ウズベクリーグよりプレーオフを介さずACLに出場するクラブの内、1クラブは東地区に割り振られる。抽選の結果、ブニョドコルが東地区に割り振られることになった。
3. ^ 中国(CHN): 中国スーパーリーグ3位の遼寧宏運はプレーオフ出場を辞退した[10]。

## 予選プレーオフ

### プレーオフ
2012年2月11日・16日・18日に行われた。
| チーム #1                | スコア | チーム #2              |
| 西地区                   | 西地区 | 西地区                 |
| ------------------------ | ------ | ---------------------- |
| エステグラル             | 3 - 1  | アル・イテファク       |
| アル・シャバーブ         | 3 - 0  | ネフチ・フェルガナ     |
| 東地区                   |        |                        |
| アデレード・ユナイテッド | 3 - 0  | プルシプラ・ジャヤプラ |
| 浦項スティーラース       | 2 - 0  | チョンブリーFC         |

## グループステージ
組み合わせ抽選会は2011年12月6日にクアラルンプールのAFCハウスにて行われた。
参加する32チームは4チームずつ8組に分かれる。同一協会に所属するチームが同じグループに入ることはない。グループステージはラウンドロビン方式で6試合を戦う。

括弧内の打ち消しされたクラブは抽選時のクラブである
| 地区   | グループ | 1                         | 2                                  | 3                  | 4                              |
| ------ | -------- | ------------------------- | ---------------------------------- | ------------------ | ------------------------------ |
| 西地区 | A        | アル・ラーヤン            | アル・ジャジーラ                   | ナサフ・カルシ     | エステグラル(PO1勝者)          |
| 西地区 | B        | アル・イテハド            | アル・アラビ                       | バニーヤース       | パフタコール                   |
| 西地区 | C        | セパハン                  | アル・アハリ                       | レフウィヤ         | アル・ナスル                   |
| 西地区 | D        | アル・シャバーブ(PO2勝者) | ペルセポリス                       | アル・ヒラル       | アル・ガラファ                 |
| 東地区 | E        | ガンバ大阪                | アデレード・ユナイテッド (PO1勝者) | ブニョドコル       | 浦項スティーラース (PO2勝者)   |
| 東地区 | F        | 蔚山現代                  | FC東京                             | ブリスベン・ロアー | 北京国安                       |
| 東地区 | G        | 天津泰達                  | 城南一和天馬                       | 名古屋グランパス   | セントラルコースト・マリナーズ |
| 東地区 | H        | ブリーラム・ユナイテッド  | 広州恒大                           | 全北現代モータース | 柏レイソル                     |

### グループA
| チーム           | 試 | 勝 | 分 | 敗 | 得 | 失 | 差  | 点 |
| ---------------- | -- | -- | -- | -- | -- | -- | --- | -- |
| アル・ジャジーラ | 6  | 5  | 1  | 0  | 18 | 10 | +8  | 16 |
| エステグラル     | 6  | 3  | 2  | 1  | 8  | 3  | +5  | 11 |
| アル・ラーヤン   | 6  | 2  | 0  | 4  | 9  | 12 | −3  | 6  |
| ナサフ・カルシ   | 6  | 0  | 1  | 5  | 4  | 14 | −10 | 1  |

### グループB
| チーム         | 試 | 勝 | 分 | 敗 | 得 | 失 | 差  | 点 |
| -------------- | -- | -- | -- | -- | -- | -- | --- | -- |
| アル・イテハド | 6  | 5  | 1  | 0  | 13 | 4  | +9  | 16 |
| バニーヤース   | 6  | 3  | 2  | 1  | 9  | 2  | +7  | 11 |
| パフタコール   | 6  | 2  | 1  | 3  | 6  | 10 | −4  | 7  |
| アル・アラビ   | 6  | 0  | 0  | 6  | 4  | 16 | −12 | 0  |

### グループC
| チーム       | 試 | 勝 | 分 | 敗 | 得 | 失 | 差 | 点 |
| ------------ | -- | -- | -- | -- | -- | -- | -- | -- |
| セパハン     | 6  | 4  | 1  | 1  | 9  | 4  | +5 | 13 |
| アル・アハリ | 6  | 3  | 1  | 2  | 10 | 6  | +4 | 10 |
| アル・ナスル | 6  | 2  | 0  | 4  | 6  | 11 | −5 | 6  |
| レフウィヤ   | 6  | 2  | 0  | 4  | 5  | 9  | −4 | 6  |

### グループD
| チーム           | 試 | 勝 | 分 | 敗 | 得 | 失 | 差 | 点 |
| ---------------- | -- | -- | -- | -- | -- | -- | -- | -- |
| アル・ヒラル     | 6  | 3  | 3  | 0  | 10 | 7  | +3 | 12 |
| ペルセポリス     | 6  | 3  | 2  | 1  | 14 | 5  | +9 | 11 |
| アル・ガラファ   | 6  | 1  | 3  | 2  | 7  | 10 | −3 | 6  |
| アル・シャバーブ | 6  | 0  | 2  | 4  | 5  | 14 | −9 | 2  |

### グループE
| チーム                   | 試 | 勝 | 分 | 敗 | 得 | 失 | 差 | 点 |
| ------------------------ | -- | -- | -- | -- | -- | -- | -- | -- |
| アデレード・ユナイテッド | 6  | 4  | 1  | 1  | 7  | 2  | +5 | 13 |
| ブニョドコル             | 6  | 3  | 1  | 2  | 8  | 7  | +1 | 10 |
| 浦項スティーラース       | 6  | 3  | 0  | 3  | 6  | 4  | +2 | 9  |
| ガンバ大阪               | 6  | 1  | 0  | 5  | 5  | 13 | −8 | 3  |

### グループF
| チーム             | 試 | 勝 | 分 | 敗 | 得 | 失 | 差 | 点 |
| ------------------ | -- | -- | -- | -- | -- | -- | -- | -- |
| 蔚山現代           | 6  | 4  | 2  | 0  | 11 | 7  | +4 | 14 |
| FC東京             | 6  | 3  | 2  | 1  | 12 | 6  | +6 | 11 |
| ブリスベン・ロアー | 6  | 0  | 3  | 3  | 6  | 11 | −5 | 3  |
| 北京国安           | 6  | 0  | 3  | 3  | 6  | 11 | −5 | 3  |

### グループG
| チーム                         | 試 | 勝 | 分 | 敗 | 得 | 失 | 差  | 点 |
| ------------------------------ | -- | -- | -- | -- | -- | -- | --- | -- |
| 城南一和天馬                   | 6  | 2  | 4  | 0  | 13 | 5  | +8  | 10 |
| 名古屋グランパス               | 6  | 2  | 4  | 0  | 10 | 4  | +6  | 10 |
| セントラルコースト・マリナーズ | 6  | 1  | 3  | 2  | 7  | 11 | −4  | 6  |
| 天津泰達                       | 6  | 0  | 3  | 3  | 2  | 12 | −10 | 3  |

### グループH
| チーム                   | 試 | 勝 | 分 | 敗 | 得 | 失 | 差 | 点 |
| ------------------------ | -- | -- | -- | -- | -- | -- | -- | -- |
| 広州恒大                 | 6  | 3  | 1  | 2  | 12 | 8  | +4 | 10 |
| 柏レイソル               | 6  | 3  | 1  | 2  | 11 | 7  | +4 | 10 |
| 全北現代モータース       | 6  | 3  | 0  | 3  | 10 | 15 | −5 | 9  |
| ブリーラム・ユナイテッド | 6  | 2  | 0  | 4  | 8  | 11 | −3 | 6  |

## ラウンド16
- グループステージが始まった当時は東地区、西地区共に2012年5月29日、30日に開催される予定だったが、西地区のクラブ及びサッカー協会が2014 FIFAワールドカップ・アジア4次予選に向け日程の前倒しを要求したため、西地区は1週間早い2012年5月22日、23日に実施されることになった[12][13][14]。
- 東西に分かれ、グループ1位クラブと他グループ2位クラブとの対戦。グループ1位クラブのホームでの一発勝負。
- アウェーゴールルールは適用されない。

### 西地区
| 2012年5月22日 19:45 UTC+4 |

| アル・ジャジーラ                            | 3 - 3 (延長) | アル・アハリ                                         |
| オリヴェイラ 33分, 114分 · デルガド 62分    | レポート     | カマーチョ 22分 · アル・ホサニ 75分 · シモンス 118分 |
|                                             | PK戦         |                                                      |
| オリヴェイラ ベルグシュ イスマイール ニール | 2 - 4        | カマーチョ マヨフ ファハミー パロミノ シモンス       |

| ムハンマド・ビン・ザーイド・スタジアム, アブダビ 観客数: 13,355人 主審: 佐藤隆治 |

| 2012年5月22日 20:30 UTC+4:30 |

| セパハン                   | 2 - 0    | エステグラル |
| コヘア 8分 · ベンガル 34分 | レポート |              |

| フーラッドシャフル・スタジアム, エスファハーン 観客数: 12,351人 主審: 金東進 |

| 2012年5月23日 21:10 UTC+3 |

| アル・イテハド                                         | 3 - 0    | ペルセポリス |
| ハザジ 36分 (pen.) · ファルージ 45+1分 · オタイフ 87分 | レポート |              |

| プリンス・アブドゥッラー・アル・ファイサル・スタジアム, ジッダ 観客数: 15,300人 主審: ヴァレンティン・コヴァレンコ |

| 2012年5月23日 21:10 UTC+3 |

| アル・ヒラル                                                                              | 7 - 1    | バニーヤース         |
| ユ・ビョンス 23分, 38分, 53分, 61分 · ヴィルヘルムソン 26分, 59分 · アッ＝ドーサリー 86分 | レポート | ジェステ 57分 (pen.) |

| キング・ファハド国際スタジアム, リヤド 観客数: 22,158人 主審: ナワフ・シュクララ |

### 東地区
| 2012年5月29日 19:30 UTC+9:30 |

| アデレード・ユナイテッド | 1 - 0    | 名古屋グランパス |
| マケイン 42分            | レポート |                  |

| ハインドマーシュ・スタジアム, アデレード 観客数: 9,758人 主審: アブドゥル・マリク・バシール |

| 2012年5月29日 19:30 UTC+9 |

| 城南一和天馬 | 0 - 1    | ブニョドコル         |
|              | レポート | カリモフ 53分 (pen.) |

| 炭川総合運動場, 城南 観客数: 3,808人 主審: モフセン・トーキー |

| 2012年5月30日 19:30 UTC+9 |

| 蔚山現代                                                   | 3 - 2    | 柏レイソル                                    |
| キム・シンウク 54分 · 近藤直也 71分 (o.g.) · イ・グノ 88分 | レポート | レアンドロ・ドミンゲス 67分 · 田中順也 90+1分 |

| 蔚山文殊サッカー競技場, 蔚山 観客数: 14,341人 主審: モハメド・アルザルーニ |

| 2012年5月30日 20:00 UTC+8 |

| 広州恒大    | 1 - 0    | FC東京 |
| クレオ 31分 | レポート |        |

| 天河体育中心体育場, 広州 観客数: 39,560人 主審: アブドゥッラー・バルーシ |

## 準々決勝
組み合わせ抽選は2012年6月14日にマレーシア・クアラルンプールのAFCハウスで行われた。第1戦は2012年9月19日に、第2戦は2012年10月2、3日に開催される。
| チーム #1                | 合計  | チーム #2    | 第1戦 | 第2戦        |
| ------------------------ | ----- | ------------ | ----- | ------------ |
| アル・イテハド           | 5 - 4 | 広州恒大     | 4 - 2 | 1 - 2        |
| セパハン                 | 1 - 4 | アル・アハリ | 0 - 0 | 1 - 4        |
| アデレード・ユナイテッド | 4 - 5 | ブニョドコル | 2 - 2 | 2 - 3 (延長) |
| 蔚山現代                 | 5 - 0 | アル・ヒラル | 1 - 0 | 4 - 0        |

### 第1戦
| 2012年9月19日 19:30 UTC+9:30 |

| アデレード・ユナイテッド           | 2 - 2    | ブニョドコル                  |
| ラムゼイ 7分 · コストプーロス 16分 | レポート | ハサノフ 44分 · サロモフ 75分 |

| ハインドマーシュ・スタジアム, アデレード 観客数: 10,366人 主審: アブドゥッラー・アル・ヒラリ |

| 2012年9月19日 19:30 UTC+9 |

| 蔚山現代          | 1 - 0    | アル・ヒラル |
| ラフィーニャ 10分 | レポート |              |

| 蔚山文殊サッカー競技場, 蔚山 観客数: 5,955人 主審: 佐藤隆治 |

| 2012年9月19日 20:30 UTC+4:30 |

| セパハン | 0 - 0    | アル・アハリ |
|          | レポート |              |

| フーラッドシャフル・スタジアム, エスファハーン 観客数: 9,280人 主審: 廖國文 |

| 2012年9月19日 20:35 UTC+3 |

| アル・イテハド                                               | 4 - 2    | 広州恒大                |
| ジエゴ・ソウザ 28分 · ヌール 49分 (pen.) · ハザジ 61分, 88分 | レポート | 郜林 27分 · 黄博文 39分 |

| プリンス・アブドゥッラー・アル・ファイサル・スタジアム, ジッダ 観客数: 15,971人 主審: アンドレ・エル・ハッダード |

### 第2戦
| 2012年10月2日 20:00 UTC+8 |

| 広州恒大                           | 2 - 1    | アル・イテハド        |
| バリオス 19分 · コンカ 35分 (pen.) | レポート | アル＝ムワッラド 79分 |

| 天河体育中心体育場, 広州 観客数: 39,997人 主審: 金東進 |

| 2012年10月2日 20:15 UTC+3 |

| アル・アハリ                                                         | 4 - 1    | セパハン    |
| シモンス 30分 (pen.) · アル・ホサニ 35分, 45+1分 · ジャイザウィ 70分 | レポート | タレビ 37分 |

| プリンス・アブドゥッラー・アル・ファイサル・スタジアム, ジッダ 観客数: 16,838人 主審: ピーター・グリーン |

| 2012年10月3日 19:00 UTC+5 |

| ブニョドコル                                                   | 3 - 2 (延長) | アデレード・ユナイテッド     |
| トゥラエフ 20分 · ショラハメドフ 72分 · ラハマトゥラエフ 104分 | レポート     | ラムゼイ 4分 · ノイマン 63分 |

| JARスタジアム, タシュケント 観客数: 7,212人 主審: アリ・アブドゥルナビ |

| 2012年10月3日 20:10 UTC+3 |

| アル・ヒラル | 0 - 4    | 蔚山現代                                                      |
|              | レポート | ラフィーニャ 24分, 27分 · キム・シンウク 54分 · イ・グノ 65分 |

| プリンス・ファイサル・ビン・ファハド・スタジアム, リヤド 観客数: 19,753人 主審: モフセン・トーキー |

## 準決勝
第1戦は2012年10月24日に、第2戦は2012年10月31日に開催される。ただし、サウジアラビアのクラブが準決勝に進出した場合、10月24日がハッジの期間内にあたるため、予定を前倒しして10月22日に第1戦が開催される。
| チーム #1      | 合計  | チーム #2    | 第1戦 | 第2戦 |
| -------------- | ----- | ------------ | ----- | ----- |
| アル・イテハド | 1 - 2 | アル・アハリ | 1 - 0 | 0 - 2 |
| ブニョドコル   | 1 - 5 | 蔚山現代     | 1 - 3 | 0 - 2 |

### 第1戦
| 2012年10月22日 20:00 UTC+3 |

| アル・イテハド | 1 - 0    | アル・アハリ |
| ハザジ 67分    | レポート |              |

| プリンス・アブドゥッラー・アル・ファイサル・スタジアム, ジッダ 観客数: 17,050人 主審: アブドゥッラー・バリデー |

| 2012年10月24日 18:00 UTC+5 |

| ブニョドコル     | 1 - 3    | 蔚山現代                                                |
| イブラヒモフ 5分 | レポート | ラフィーニャ 31分 · キム・シンウク 53分 · イ・グノ 72分 |

| JARスタジアム, タシュケント 観客数: 7,500人 主審: アリ・アル・バドワウィ |

### 第2戦
| 2012年10月31日 19:30 UTC+9 |

| 蔚山現代                            | 2 - 0    | ブニョドコル |
| キム・シンウク 53分 · イ・グノ 75分 | レポート |              |

| 蔚山文殊サッカー競技場, 蔚山 観客数: 7,864人 主審: アブドゥルラフマン・アブドゥ |

| 2012年10月31日 20:00 UTC+3 |

| アル・アハリ                    | 2 - 0    | アル・イテハド |
| アル・ムサ 44分 · シモンス 84分 | レポート |                |

| プリンス・アブドゥッラー・アル・ファイサル・スタジアム, ジッダ 観客数: 17,200人 主審: 西村雄一 |

## 決勝
決勝戦は対戦する2チームの内一方のホームスタジアムで開催される。どちらのホームスタジアムを使用するかは事前の抽選で決定された。
| 2012年11月10日 19:30 UTC+9 |

| 蔚山現代                                                  | 3 - 0    | アル・アハリ |
| カク・テヒ 13分 · ラフィーニャ 68分 · キム・スンヨン 75分 | レポート |              |

| 蔚山文殊サッカー競技場, 蔚山 観客数: 42,153人 主審: ベンジャミン・ウィリアムス |

| 蔚山現代 | アル・アハリ |

| GK           | 1  | キム・ヨングァン   |      |      |
| DF           | 2  | イ・ヨン           |      |      |
| DF           | 4  | カン・ミンス       | 31分 |      |
| DF           | 5  | カク・テヒ         |      |      |
| DF           | 14 | キム・ヨンサム     |      | 68分 |
| MF           | 8  | イ・ホ             |      | 46分 |
| MF           | 13 | キム・スンヨン     |      |      |
| MF           | 20 | フアン・エステバン |      |      |
| FW           | 9  | キム・シンウク     |      |      |
| FW           | 11 | イ・グノ           |      |      |
| FW           | 19 | ラフィーニャ       | 79分 | 88分 |
| サブメンバー |    |                    |      |      |
| GK           | 18 | キム・スンギュ     |      |      |
| DF           | 3  | イ・ジェソン       |      | 68分 |
| DF           | 22 | チェ・ボギョン     |      |      |
| MF           | 7  | コ・チャンヒョン   |      |      |
| MF           | 17 | コ・スルギ         |      | 46分 |
| FW           | 10 | マラニョン         |      | 88分 |
| FW           | 21 | イ・スンヨル       |      |      |
| 監督         |    |                    |      |      |
| キム・ホゴン |    |                    |      |      |

| GK                 | 22 | アブドゥラー・アル＝マイウフ   |        |      |
| DF                 | 2  | カメル・アル＝モル             |        |      |
| DF                 | 4  | ワリード・バクシュウィーン     |        | 71分 |
| DF                 | 16 | ハイデル・アル＝アーメル       |        |      |
| DF                 | 21 | アギール・バルギース           |        |      |
| DF                 | 47 | ムスタファ・アル＝バサース     | 90+2分 |      |
| MF                 | 3  | ハイロ・パロミノ               |        |      |
| MF                 | 5  | モアタズ・アル・ムサ           | 66分   | 72分 |
| MF                 | 8  | タイシール・アル＝ジャーシム   |        | 86分 |
| FW                 | 7  | ヴィクトル・シモンス           |        |      |
| FW                 | 20 | イマド・アル・ホサニ           |        |      |
| サブメンバー       |    |                                |        |      |
| GK                 | 1  | ヤーセル・アル＝モサイレム     |        |      |
| DF                 | 28 | ジュファイン・アル＝ビシ       |        |      |
| MF                 | 10 | ディエゴ・アルベルト・モラレス |        | 86分 |
| MF                 | 14 | モハメド・マサード             |        |      |
| MF                 | 24 | アブドゥルラヒム・ジャイザウィ |        | 71分 |
| MF                 | 26 | モフセン・アル＝エイサ         |        | 72分 |
| FW                 | 11 | エイサ・アル＝メヒアニ         |        |      |
| 監督               |    |                                |        |      |
| カレル・ヤロリーム |    |                                |        |      |

| AFCチャンピオンズリーグ 2012 優勝 |
| --------------------------------- |
| 大韓民国の旗                      |
| 蔚山現代 初優勝                   |

## 得点ランキング
| 順位 | 選手名                 | クラブ           | 得点数 |
| ---- | ---------------------- | ---------------- | ------ |
| 1    | リカルド・オリヴェイラ | アル・ジャジーラ | 12     |
| 2    | ナイフ・ハザジ         | アル・イテハド   | 8      |
| 3    | ヴィクトル・シモンス   | アル・アハリ     | 7      |
| T4   | キム・シンウク         | 蔚山現代         | 6      |
| T4   | ダリオ・コンカ         | 広州恒大         | 6      |